# 已略乡
已略乡，是中华人民共和国湖南省湘西土家族苗族自治州吉首市下辖的一个乡镇级行政单位。

## 行政区划
已略乡下辖以下地区：
龙午村、求产村、结联村、云华村、古者村、简台村、夯坨村、红坪村、己略村和联林村。